# Bulbophyllum moldenkeanum
Bulbophyllum moldenkeanum là một loài phong lan thuộc chi Bulbophyllum.